# Transformers: Beast Wars Neo
Transformers: Beast Wars Neo (超生命体トランスフォーマー ビーストウォーズ・ネオ - Chô semeitai Transformer: Beast Wars Neo) est une série télévisée d'animation de science-fiction japonaise en 35 épisodes de 25 minutes, produite par les studios Ashi Productions Takara et diffusée du 3 mars au 29 septembre 1999 sur TV Tokyo. La série est inédite en France.

## Synopsis
Peu après les évènements de Beast Wars II, et le sacrifice de Leo Prime. Vector Sigma et le conseil de Cybertron envoient une équipe de Maximals, dirigée par Big Prime (Big Convoy en VO), afin de récupérer des capsules d'énergie Angolmois dispersés à travers la galaxie par Leo Prime. Ils feront alors face aux Predacons, dirigés par Galavatron, puis à Magmatron, l'empereur de la destruction ainsi qu'au Dieu destructeur Unicron, cherchant à restaurer son corps.

## Voix japonaises
- Junichi Inoue : Big Convoy
- Harî Kaneko : Guiledart
- Ietomi Yoji : Heinrad
- Junko Takeuchi : Break
- Kaori Tagami : NAVI
- Kazuki Yao : Saberback
- Maki Miyamae : DNAVI
- Makoto Ueki : Colada
- Mika Ishibashi : Stampy
- Monster Maezuka : Narration, Sling
- Ren Tamura : Archadis
- Seiji Mizutani : Dead End
- Sho Ryuzanji : Magmatron
- Teruaki Ogawa : Mach Kick
- Chie Hirano : Vector Sigma
- Hajime Komada : Bazooka
- Hidenori Konda : Sharpedge
- Hozumi Gôda : Lio Convoy
- Kei Majima : Crazybolt
- Kouhei Owada : Randy
- Masami Iwasaki : Hardhead
- Masanori Tomita : Great Convoy
- Mizue Nishimori : Ope
- Nobuyuki Saitou : Rarto-Rarta
- Ryo Naitou : Hydra
- Shinji Uchida : Drancron
- Takashi Matsuyama : Rockbuster
- Tetsuo Komura : Galvatron/Unicron
- Yasuhiro Miyata : Killer Punch
- Yoshikazu Nagano : Survive
- Yukinobu Kaneko : Elpha-Orpha

## Épisodes
1. Titre français inconnu (Move Out, Big Convoy!)
2. Titre français inconnu (Get the Mysterious Capsule!)
3. Titre français inconnu (Burning Spirit Below Freezing)
4. Titre français inconnu (Hang in There, Stampy!)
5. Titre français inconnu (Mirage in the Sand)
6. Titre français inconnu (Dinosaur Combiner Magmatron)
7. Titre français inconnu (Duel in the Midst of the Labyrinth)
8. Titre français inconnu (Danger of the Black Hole)
9. Titre français inconnu (Sub-commander Longrack)
10. Titre français inconnu (Whoa! He Got Eaten)
11. Titre français inconnu (Planet of Time)
12. Titre français inconnu (Hydra Alone)
13. Titre français inconnu (Break is a Predacon?)
14. Titre français inconnu (Ship's Log)
15. Titre français inconnu (Mach Kick Enlists!?)
16. Titre français inconnu (Planet of the Ultimate Weapons)
17. Titre français inconnu (Troubled DNAVI)
18. Titre français inconnu (Attack! Randy)
19. Titre français inconnu (Physicist Bump)
20. Titre français inconnu (Hardhead is Hardheaded)
21. Titre français inconnu (Deep-Sea Personal Combat)
22. Titre français inconnu (The Stolen Gung-Ho)
23. Titre français inconnu (Hot-Blooded Instructor Survive)
24. Titre français inconnu (Assemble, New Warriors!)
25. Titre français inconnu (The Mysterious Beast Warrior!?)
26. Titre français inconnu (The Stolen Capsule)
27. Titre français inconnu (Pursue the Blentrons)
28. Titre français inconnu (Angered Magmatron)
29. Titre français inconnu (Illusion? Lio Convoy)
30. Titre français inconnu (Unicron Revived!)
31. Titre français inconnu (Unicron's Ambition)
32. Titre français inconnu (Fight, Maximals!)
33. Titre français inconnu (The End of the Maximals!?)
34. Titre français inconnu (The Last Battle)
35. Titre français inconnu (Graduation!!)